# Terry Catledge
Terry DeWayne Catledge (Houston, 22 agosto 1963) è un ex cestista statunitense, professionista nella NBA, in Francia, Grecia e Argentina.

## Carriera
È stato selezionato dai Philadelphia 76ers al primo giro del Draft NBA 1985 (21ª scelta assoluta).